# Hans Martinson
Hans Martinson (26 de agosto de 1872 em Vana-Vändra, Pärnu - 25 de janeiro de 1935 em Rapla) foi um político estoniano. Ele foi um membro do III Riigikogu.